# Richard Pouzet
Richard Pouzet, né le 5 juillet 1904 à Rochefort-sur-Mer et mort le 1er juin 1971 à Paris 16e, est un haut fonctionnaire français.
Il est le fils d'Édouard Pouzet, député de Charente-Maritime, et de Victoire Richard, institutrice sous la Troisième République.
Diplômé d'HEC Paris et licencié en droit.

## Biographie

### Début de carrière
De 1932 à 1940, il est membre de plusieurs cabinets ministériels radicaux - socialistes, notamment lorsque le Front populaire est au pouvoir. Parallèlement, il intègre le corps préfectoral d'abord en tant que secrétaire général de l'Ariége, puis comme sous-préfet de Châteaubriant à partir de 1936.
Le 30 octobre 1940, Jean Leguay remplaçait René Bousquet devenu préfet, comme secrétaire général de la préfecture de la Marne, tandis que Richard Pouzet était nommé sous-préfet de Vitry-le-François, ville dévastée par la guerre.
Bien que franc-maçon, il est nommé secrétaire général de la préfecture de la Marne en décembre 1941 à la place de Leguay. Il est alors un des plus proches collaborateurs de René Bousquet jusqu'à la nomination de ce dernier au poste de secrétaire général à la Police par le régime de Vichy en avril 1942. Il est alors mis en disponibilité : il avait "refusé poliment" d'être mêlé au "problème policier de Vichy".

### Engagement dans la résistance et déportation
Il rejoint le groupe de résistance Bonnard dans la Marne et devient capitaine des Forces combattantes. Son action se traduisit par sa participation au "noyautage des administrations publiques" et par la fourniture de renseignements précieux dont il avait connaissance dans le cadre de ses fonctions. Il est le compagnon dans la Résistance d'Émile Bollaert.
Dans son ouvrage "Dora" il conclut sur le corps préfectoral sous l'occupation : "notre administration pourra s'enorgueillir d'un imposant Livre d'or des préfets patriotes. Il est réconfortant de constater qu'il n'est pas parmi nous que des opportunistes" ralliés par intérêt au régime de Vichy.
Michel Debré prévoit qu'il devienne préfet de la Marne à la libération; déporté, il ne pourra prendre ces fonctions.
Le 5 août 1944, il est arrêté à Paris par la police allemande secondée par la Milice. D’abord incarcéré à la prison de Fresnes pendant dix jours, il fait partie d'un convoi de déportés en direction de Buchenwald, celui des 57000. Il est placé en quarantaine jusqu’au 3 septembre 1944, puis transféré au camp de Dora. Tout d’abord affecté à un kommando de surface, il est incorporé le 13 septembre dans une compagnie de discipline qui décharge des wagons dans le tunnel. Sa condition physique décline rapidement. Un de ses amis, Alfred Birin, en place dans l’administration du camp, le fait muter dans un kommando d’électriciens. Il se livre alors à des actions de sabotage, notamment sur des missiles V2. Le 4 avril 1945, il embarque dans un wagon de marchandise pour arriver à Ravensbrück. Il tombe gravement malade jusqu’à devenir un cadavre ambulant. Les Allemands évacuent Ravensbrück. Il est transporté en camion jusqu’au camp de Malchow. Le 2 mai 1945, les S.S. abandonnent les lieux et les détenus à leur sort.
En juillet 1945, il est de retour en France. Son ouvrage Dora-la-mort est écrit comme un témoignage effectué à ses enfants.

### Carrière après-guerre
Il devient préfet de la Mayenne de 1946 à 1948. Il devient ensuite préfet de la Sarthe de 1949 à 1950. Il est préfet de la Seine en 1958.
Membre de l'association du Corps préfectoral, reconnu par ses pairs, il en est le secrétaire général de 1948 à 1952, puis 1er vice-président de 1952 à 1960, et enfin président d'honneur.
Il est également président du Mémorial national de la déportation de Natzweiler-Struthof de 1964 à son décès.
Il est inhumé en 1971, avec les honneurs militaires, à Saint-Trojan-les-Bains où se trouvait la propriété familiale.

## Décorations
- Grand Officier de la Légion d'honneur à titre militaire
- Croix de guerre 1939-1945 (2 citations)
- Médaille de la Résistance
- Officier de l'Ordre de Léopold de Belgique
- Nombreux ordres ministériels et des colonies et protectorats

## Publications
- Règlement du Fermage et Contrat-Type de Bail à Ferme. Département de la Mayenne. Arrêtés Préfectoraux du 8 octobre 1946.. Confédération Départementale Agricole de la Mayenne à Laval. Imprimerie Moderne à Laval. 1946.
- Dora, propos d'un bagnard à ses enfants, 222 p. Prix Louis-Paul-Miller de l’Académie française en 1950. Editeur : André Castet, 1946.